# Alphonse Halimi
Alphonse Halimi (* 18. Februar 1932 in Constantine, Französisch-Nordafrika; † 12. November 2006 in Paris) war ein französischer Boxer. Er war Weltmeister bei den Profiboxern im Bantamgewicht.

## Werdegang
Alphonse Halimi wuchs in einer kinderreichen sephardisch-jüdischen Familie in Constantine im heutigen Algerien auf. Als Kind schwamm er gerne und begann schon im Alter von 12 Jahren mit einer Schneiderlehre. Sein Lehrherr Dianoux war ein Boxfan und brachte ihn zum Boxen. Er trainierte unter der Leitung Dianoux' in der Turnhalle Mouloudia und entwickelte sich schon im Amateurbereich zu einem französischen Spitzenboxer.
Noch während seiner Profi-Laufbahn zog Alphonse Halimi nach Vincennes und betrieb dort eine Bar Castle Avenue. Als es ihm nach seiner Boxerlaufbahn wirtschaftlich nicht mehr gut ging, erhielt er vom französischen Nationalen Sportinstitut INSEP eine Anstellung als Box- bzw. Schwimmtrainer. In seinen letzten Lebensjahren, die von Armut geprägt waren, litt er an der Alzheimer-Krankheit. Er liegt auf dem Friedhof Cimetière parisien de Pantin begraben.

### Laufbahn als Amateurboxer
Alphonse Halimi wurde insgesamt dreimal französischer Meister der Amateurboxer im Bantamgewicht und zwar 1953, 1954 und 1955. Er vertrat Frankreich 1954 und 1955 auch in mehreren Länderkämpfen und besiegte dabei u. a. Gerner Thomsen aus Dänemark, den Polen Janusz Kasperczak und den Deutschen Wolfgang Schwarz. Im Juni 1955 nahm er an der Europameisterschaft der Amateure in Berlin teil. Im Bantamgewicht unterlag er aber schon in seinem ersten Kampf gegen Boris Stepanow aus der Sowjetunion nach Punkten (1:4 Richterstimmen). Er belegte damit bei dieser Europameisterschaft den 9. Platz. Im Juni 1955 wurde er in Barcelona Sieger bei den 2. Mittelmeerspielen. Auf dem Weg zu diesem Erfolg gewann er im Bantamgewicht gegen Abdel Al Fikri Adrid, Ägypten durch Disqualifikation in der 2. Runde und gegen Giuseppe Velitti aus Italien durch Abbruch in der 2. Runde.
Insgesamt bestritt er als Amateurboxer 189 Kämpfe.

### Laufbahn als Berufsboxer
Alphonse Halimi wurde nach den Mittelmeerspielen 1955 Berufsboxer. Er trat in den „Box-Stall“ von Philippe Filippi in Paris ein, der gleichzeitig Manager, Trainer und Betreuer war. Seinen ersten Kampf bestritt er in Paris und siegte dabei über seinen Landsmann Georges Lafage durch K. o. in der 1. Runde. Er siegte auch in den folgenden 17 Kämpfen, die er meist in Paris bestritt und erkämpfte sich dadurch einen der vordersten Plätze in der Bantamgewichts-Weltrangliste. In der NBA-Weltrangliste vom März 1957 wurde er z. B. hinter dem Weltmeister Raul Macias aus Mexiko und hinter dem WBA-Weltmeister Mario D’Agata auf Platz 2 geführt, vor Leo Espinosa aus den Philippinen und Billy Peacock aus den Vereinigten Staaten, den er am 16. März 1956 in Paris besiegt hatte. Viel über seinen mutigen Kampfstil sagt dabei sein Spitzname „The Little Terror“, den er sich seinerzeit erwarb, aus. Am 1. April 1957 bestritt er dann in Paris einen ersten Titelfight. Der französische Promoter Gilbert Benaim hatte diesen Kampf gegen alle Widerstände aus Nordamerika nach Paris geholt. Es ging um den WBA-Weltmeistertitel im Bantamgewicht. Er besiegte dabei den italienischen Titelverteidiger Mario D’Agata über 15 Runden einstimmig nach Punkten. Am 6. November 1957 besiegte Alphonse Halimi auf dem „Wrigley-Field“ in Los Angeles vor 20.000 Zuschauern, die meist gegen ihn eingestellt waren, durch einen knappen 2:1-Punktsieg auch den Mexikaner Raul "Raton" Macias, der von der NBA von Nordamerika als Weltmeister geführt wurde und war damit unumstrittener Bantamgewichts-Weltmeister.
Danach besiegte Alphonse Halimi in Paris, in Kämpfen, in denen es nicht um den Weltmeistertitel ging, starke Gegner, wie seinen Landsmann Dante Bini, den Schotten Peter Keenan und den Belgier Pierre Cossemyns. Am 8. Juli 1959 verteidigte er den WM-Titel im Memorial-Colosseum in Los Angeles gegen den Mexikaner José Becerra. Becerra erwies sich für ihn als zu stark und schickte ihn in der achten Runde zweimal zu Boden. Beim zweiten Niederschlag wurde Alphonse Halimi ausgezählt. Er verlor damit den Weltmeistertitel an Becerra. Auch in der Revanche, die am 4. Februar 1960, wieder in Los Angeles, stattfand, verlor Alphonse Halimi durch K. o., dieses Mal in der 9. Runde. Aber schon am 25. Oktober 1960 erhielt er die Chance noch einmal Weltmeister zu werden, weil José Becerra zwischenzeitlich zurückgetreten war. Alphonse Halimi nutzte diese Chance und wurde im Empire-Pool in Wembley mit einem Punktsieg nach 15 Runden über den Nordiren Freddie Gilroy wieder Bantamgewichts-Weltmeister.
In der ersten Titelverteidigung, die am 30. März 1961 in Wembley stattfand, musste Alphonse Halimi den Weltmeistertitel aber schon wieder abgeben, denn er verlor an diesem Tag gegen Johnny Caldwell, einen weiteren Nordiren, nach 15 Runden nach Punkten. Am 31. Oktober 1961 fand in Wembley die Revanche zwischen diesen beiden Boxern statt, bei der es wieder um den Weltmeistertitel im Bantamgewicht ging. Johnny Caldwell siegte dabei nach 15 Runden wieder nach Punkten.
Am 26. Juni 1962 gewann Alphonse Halimi in Tel Aviv in der ersten Profi-Boxveranstaltung, die in Israel stattfand, mit einem Punktsieg über den Italiener Piero Rollo den EBU-Europameistertitel. Am 28. Oktober 1962 verlor er diesen Titel in Cagliari gegen den gleichen Boxer, gegen den er nach 15 Runden nach Punkten verlor.
Alphonso Halimi kämpfte danach mit wechselnden Erfolgen noch zwei Jahre lang weiter. Seinen letzten Kampf, in dem er gegen Victor Cano aus Kolumbien nach Punkten verlor, bestritt er am 27. November 1964 in Bogota.
Erläuterungen
- NBA = National-Boxing-Association
- WBA = World-Boxing-Association
- EBU = Europäische Box-Union